# Vitus Bruinsma

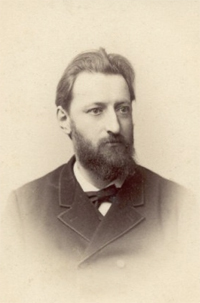
Vitus Bruinsma.

Vitus Jacobus Bruinsma (Leeuwarden, 10 november 1850 – Rotterdam, 28 augustus 1916) was een Fries natuurwetenschapper en politicus. In 1881 richtte hij samen met zijn broer Gerard Bruinsma de Vereniging tegen de Kwakzalverij op.

## Biografie
Vitus Bruinsma werd geboren als elfde in een gezin van twaalf kinderen. Zijn vader was Anastasius Josephus Bruinsma, katoenfabrikant (later rentenier), en zijn moeder Johanna Maria Metz.
Vitus trouwde op 16 juli 1877 met Hilda Lucia van den Berg. Ze kregen geen kinderen. Zijn vrouw verhuisde op 18 mei 1892 van Leeuwarden naar Den Haag. Hijzelf was al op 22 december 1891 naar Gorredijk verhuisd, waar hij ging samenwonen met Frederike van Uildriks. Op 4 juni 1896 verhuisden ze naar Lochem.

## Opleiding
Vitus Bruinsma bezocht drie jaar het gymnasium in Leeuwarden (vermoedelijk van 1864 tot 1867). Daarna ging hij naar de toen opgerichte hbs in zijn geboortestad. In januari 1871 deed hij examen als hulpapotheker. Hij studeerde zelfstandig in de wis- en natuurkunde en deed aan de Rijksuniversiteit Groningen op 27 juni 1872 kandidaatsexamen (daarvoor slaagde hij summa cum laude) en op 10 en 12 juni 1874 doctoraalexamen. Op 29 juni 1875 promoveerde hij (magna cum laude). Na zijn promotie werd hij leraar aan de mms. Na 1880 ging hij ook lesgeven op het gymnasium. In 1891 kreeg hij op eigen verzoek “om gezondheidsredenen” ontslag.

## Politiek
Al in 1874 was Vitus Bruinsma bevriend met Multatuli. In 1880 schreef hij in het Friesch Volksblad onder pseudoniem over het algemeen kiesrecht. Hij richtte in 1887 het “Friesch Comité voor Algemeen Kies- en Stemrecht” op. Dat werd in 1890 omgezet in het “Friesch Comité van de Volkspartij”. Later werd dit comité eenvoudig de “Volkspartij” genoemd. Het was een partij met een duidelijk sociaaldemocratisch karakter, maar Bruinsma verzette zich fel tegen de koers van Domela Nieuwenhuis.
Op 21 april 1895 werd in Den Haag de oprichtingsvergadering van de Nederlandse Volkspartij gehouden, onder voorzitterschap van Bruinsma. Alhoewel de partij enige tijd groter was dan de SDAP, behaalde de Volkspartij bij de Tweede Kamerverkiezingen van 1897 geen zetel. Teleurgesteld verliet Vitus Bruinsma de politiek.